# 耐寒栒子
耐寒栒子（学名：Cotoneaster frigidus）是蔷薇科栒子属的植物。分布于不丹、尼泊尔、印度以及中国大陆的西藏等地，生长于海拔2,800米至3,300米的地区，见于河谷或山坡落叶阔叶林中，目前尚未由人工引种栽培。